# Вестморленд (Теннессі)
Вестморленд (англ. Westmoreland) — місто (англ. town) в США, в окрузі Самнер штату Теннессі. Населення — 2718 осіб (2020).

## Географія
Вестморленд розташований за координатами 36°33′39″ пн. ш. 86°14′36″ зх. д. / 36.56083° пн. ш. 86.24333° зх. д. (36.560784, -86.243203).  За даними Бюро перепису населення США в 2010 році місто мало площу 10,20 км², з яких 10,15 км² — суходіл та 0,05 км² — водойми.

## Демографія
Згідно з переписом 2010 року, у місті мешкало 2206 осіб у 806 домогосподарствах у складі 554 родин. Густота населення становила 216 осіб/км².  Було 924 помешкання (91/км²).
Расовий склад населення:
| - 97,4 % — білих - 0,4 % — корінних американців - 0,3 % — чорних або афроамериканців - 0,2 % — азіатів |

До двох чи більше рас належало 1,1 %. Частка іспаномовних становила 1,2 % від усіх жителів.
За віковим діапазоном населення розподілялося таким чином: 27,7 % — особи молодші 18 років, 56,9 % — особи у віці 18—64 років, 15,4 % — особи у віці 65 років та старші. Медіана віку мешканця становила 35,5 року. На 100 осіб жіночої статі у місті припадало 85,7 чоловіків;  на 100 жінок у віці від 18 років та старших — 81,8 чоловіків також старших 18 років.
Середній дохід на одне домашнє господарство  становив 46 952 долари США (медіана — 37 813), а середній дохід на одну сім'ю — 54 370 доларів (медіана — 49 188). Медіана доходів становила 42 951 долар для чоловіків та 26 505 доларів для жінок. За межею бідності перебувало 18,3 % осіб, у тому числі 16,9 % дітей у віці до 18 років та 14,6 % осіб у віці 65 років та старших.
Цивільне працевлаштоване населення становило 773 особи. Основні галузі зайнятості: виробництво — 20,7 %, освіта, охорона здоров'я та соціальна допомога — 19,8 %, роздрібна торгівля — 8,9 %, мистецтво, розваги та відпочинок — 8,3 %.